# Geórgios Theotokis

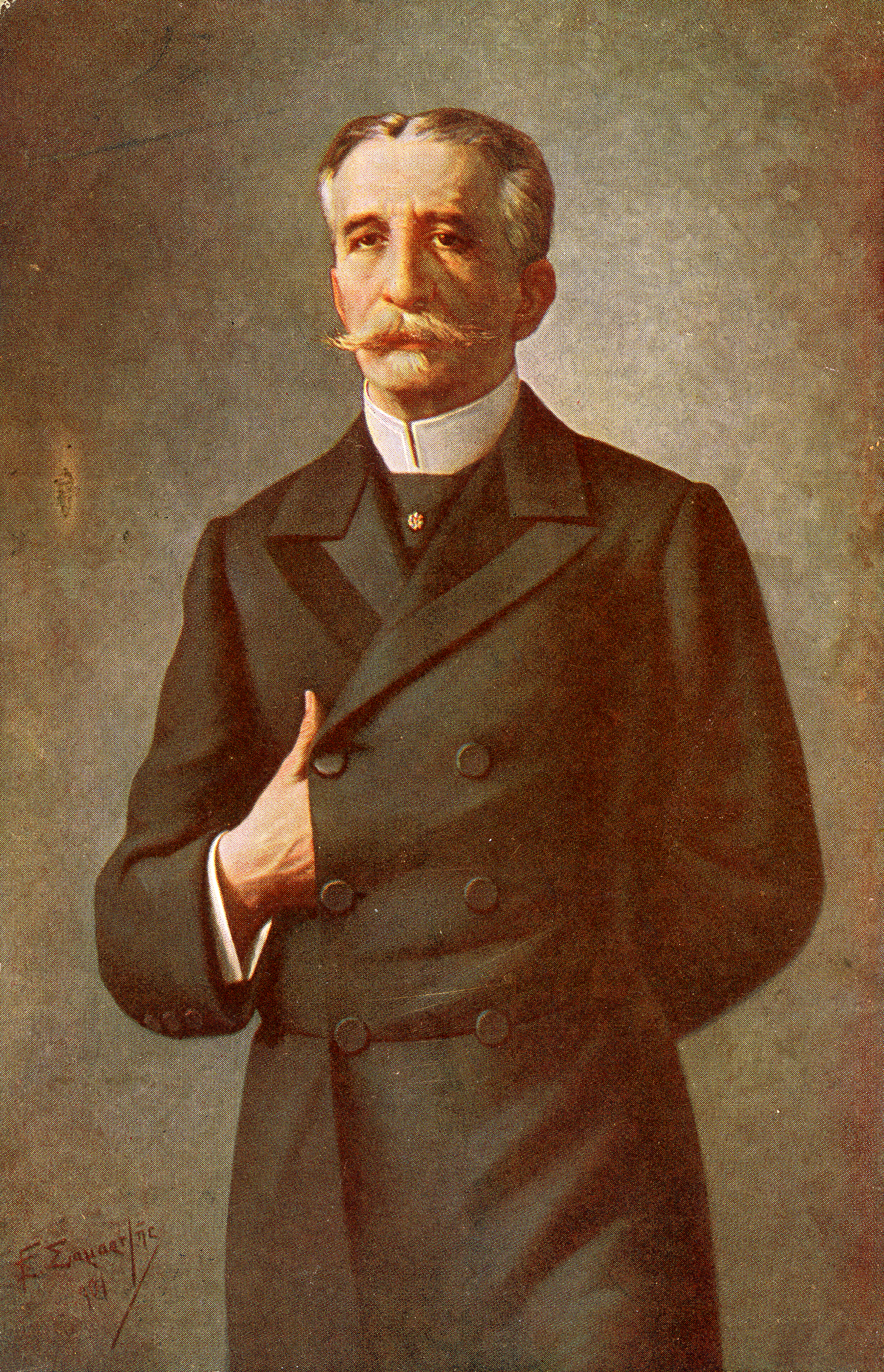
Retrat de Georgios Theotokis.

Geórgios Theotokis (en grec: Γεώργιος Θεοτόκης) (Corfú, 1844 - Atenes, 12 de gener de 1916) fou un polític grec. Va ser primer ministre quatre vegades durant el regnat de Jordi I, en representació del Neoteristikon Komma (NK).
Era l'avi matern de Geórgios Ral·lis.

## Governs
- Primer: 14 d'abril de 1899 a 25 de novembre de 1901
- Segon: 27 de juny a 11 de juliol de 1903
- Tercer: 19 de desembre de 1903 a 29 de desembre de 1904
- Quart: 21 de desembre de 1905 a 29 de juliol de 1909